# 岡州
岡州（こうしゅう）は、中国にかつて存在した州。隋代から民国初年にかけて、現在の広東省江門市一帯に設置された。

## 概要
590年（開皇10年）、隋により新会郡が廃止されて、封州が立てられた。新会郡の属県であった盆允・永昌・新建・熙潭・化召・懐集の6県は新会県に統合された。591年（開皇11年）、封州は允州と改称された。593年（開皇13年）、允州は岡州と改められた。岡州は新会・義寧・封平・封楽の4県を管轄した。605年（大業元年）、岡州は廃止されて管轄県は番州に統合され、封平・封楽の2県は廃止された。607年（大業3年）に州が廃止されて郡が置かれると、番州は南海郡と改称された。
621年（武徳4年）、唐が蕭銑を平定すると、隋の南海郡新会県の地に岡州が置かれた。岡州は新会・義寧・封平の3県を管轄した。639年（貞観13年）、岡州はひとたび廃止されたが、同年のうちに再び立てられた。742年（天宝元年）、岡州は義寧郡と改称された。758年（乾元元年）、義寧郡は岡州の称にもどされた。岡州は嶺南道に属し、新会・義寧の2県を管轄した。805年（貞元21年）、岡州は廃止された。